# Chavirage

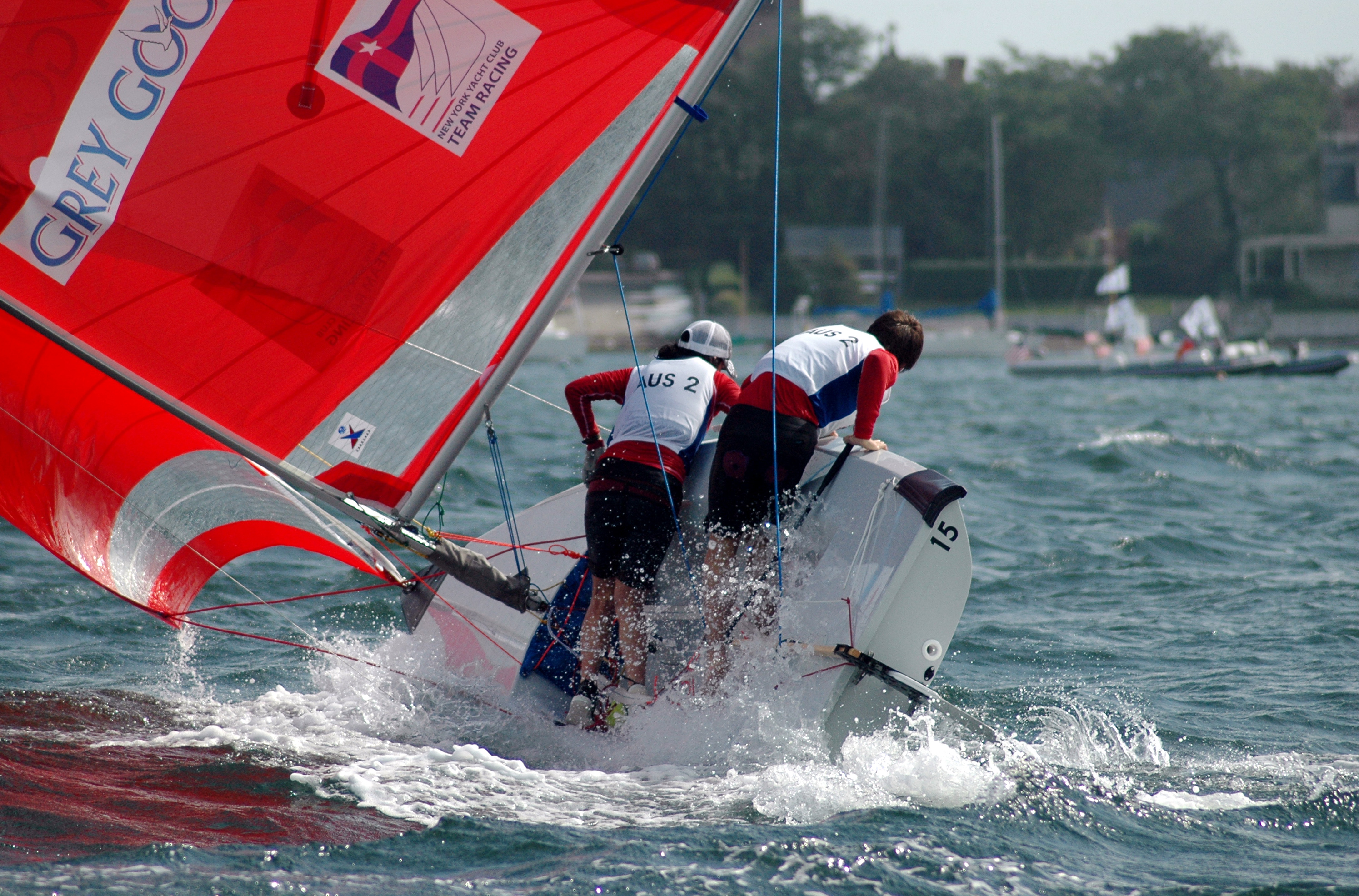
Dériveur sur le point de chavirer par vent arrière. L'équipage tente d'équilibrer le voilier.

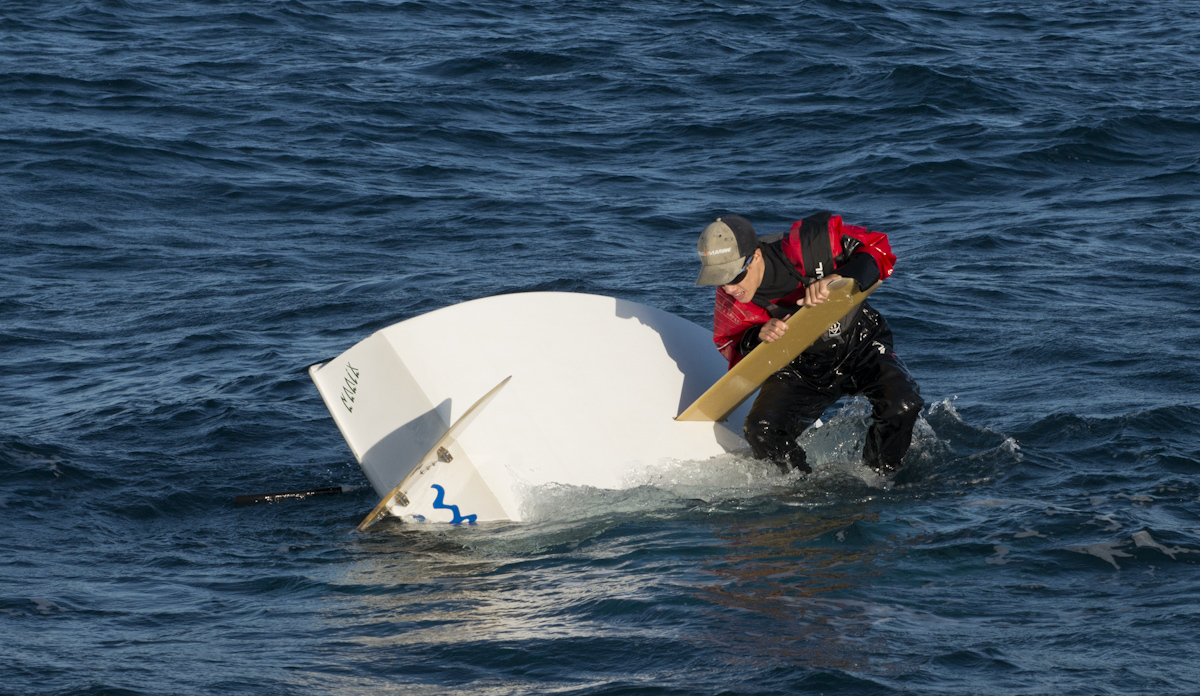
Tentative de redressement d'un Optimist chaviré.

Le chavirage ou « dessalage » d'un bateau se produit lorsque l'équilibre du navire n'est plus stable en position transversale. Le chavirage est synonyme de chavirement,. Chavirement est d'usage rare.

## Source du phénomène
Pour un voilier sous voiles, les forces créées par le vent peuvent engendrer un moment inclinant important. Dans les autres cas, une erreur humaine ou un phénomène externe inclinent bateau à un tel point que les positions respectives des centres de gravité et de carène produisent un couple de chavirement (ou : de chavirage).
Dans le cas d'un dériveur léger (de sport), le chavirage (appelé communément dessalage  dans ce cas) est courant et sans gravité. Il résulte soit de la recherche excessive de vitesse, soit du mauvais placement des équipiers.
Les grands navires chavirent généralement à la suite d'une accumulation de pannes, de difficultés ou d'erreurs humaines. Les entrées d'eau qui s'ensuivent entraînent généralement la perte du navire.
Certains cas ont été médiatisés, comme les suivants :
- l'incendie (Normandie),
- la rupture de la coque (Prestige),
- les erreurs dans la gestion des poids (Repubblica di Genova[5] - Cougar Ace[6]).

## Bateau à l'aviron
- « fausse pelle » (erreur dans le coup d'aviron lors de la propulsion)
- vague.

## Voiliers
- manœuvre des voiles
- déplacement de poids
- vague
- Rafales de vent.

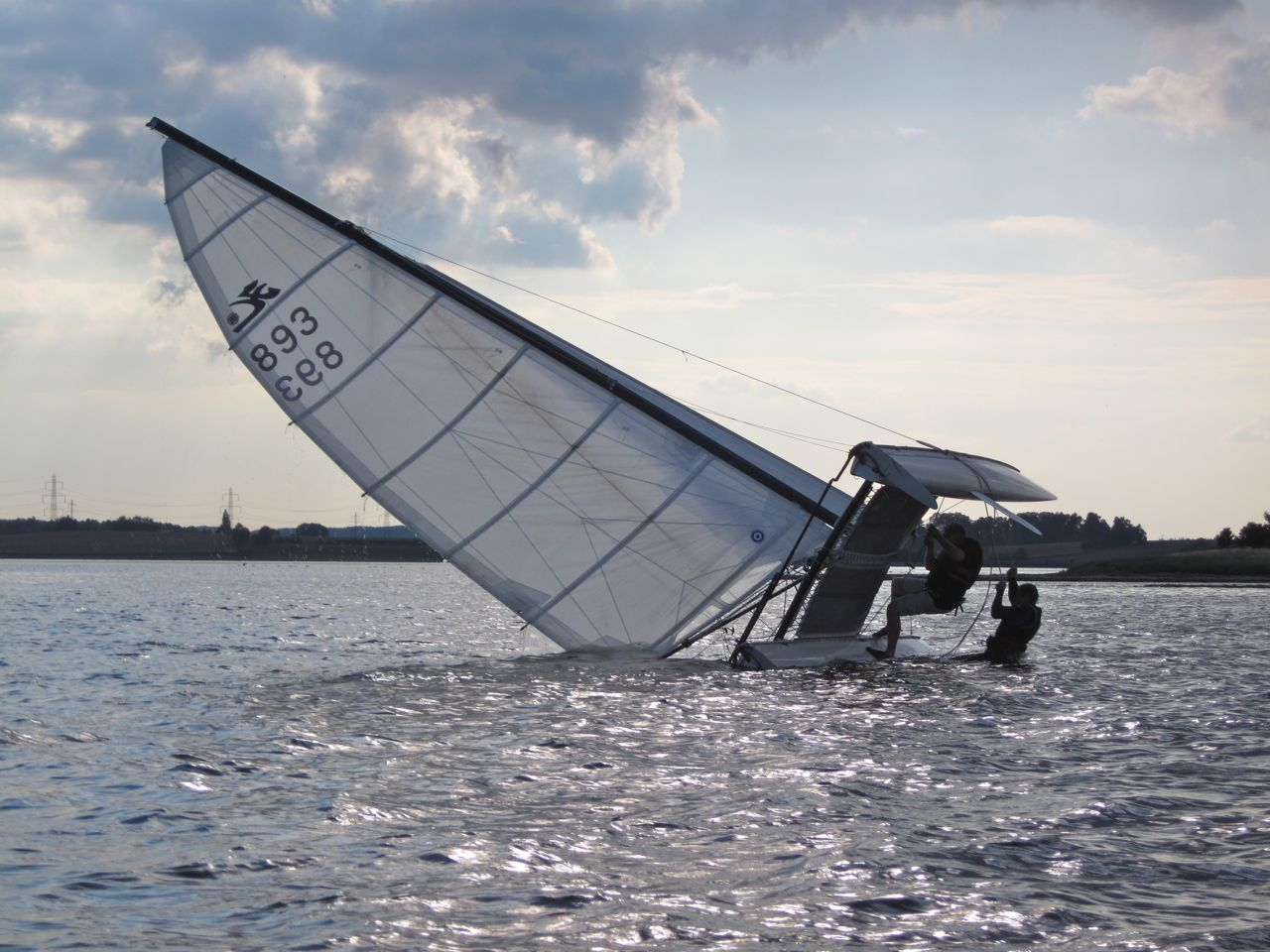
Remise en position d'un catamaran à la suite de son dessalage.

Pour les voiliers lestés (croiseurs habitables), la stabilité positive (faculté du bateau à se redresser seul) peut atteindre des angles jusqu'à 140° (c'est-à-dire 50° en dessous de l'horizontale, mât couché sur l'eau). Elle devient ensuite négative et le bateau continue son chavirage jusqu'à se trouver à l'envers. Il faudra alors l'action combinée d'une vague et de la carène liquide (eau embarquée lors du retournement) pour l'aider à retrouver une stabilité positive et à se remettre droit.

## Grands navires
- ripage de cargaison
- mauvaise gestion des mouvements de poids : cela concerne par exemple les vraquiers transportant une cargaison instable(grains), susceptible de bouger
- voie d'eau : séparer le bateau en différents compartiments étanches réduit les conséquences de la voie d'eau
- carène liquide : séparer les carènes liquides en différents compartiments, réduit les effets provoqués par leurs mouvements.